# Verwaltungsgebäude

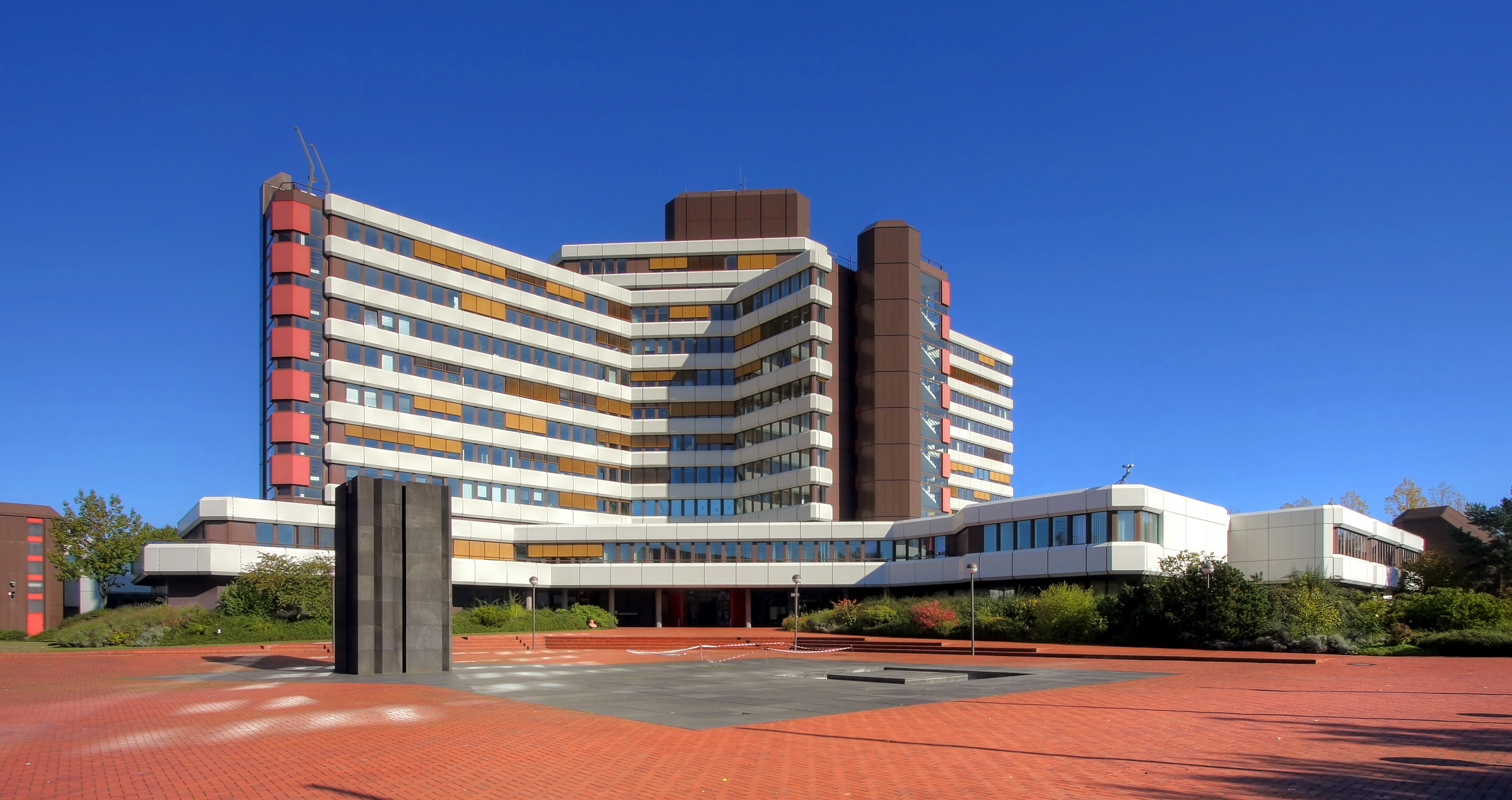
Verwaltungsgebäude: Hauptsitz des Bundesverwaltungsamtes in Köln

Ein Verwaltungsgebäude ist in der Architektur und im Bauwesen allgemein ein Gebäude, in dem die Verwaltung untergebracht ist.

## Allgemeines
Verwaltungsgebäude werden im Rahmen des Hochbaus errichtet. Es handelt sich um Gebäude, deren Bauweise ausschließlich für Büros ausgelegt ist. Sie beherbergen in der Privatwirtschaft die allgemeine Verwaltung eines Unternehmens oder den Geschäftssitz der Geschäftsführung. Bei öffentlichen Gebäuden sind Verwaltungsgebäude die Nebenstellen einer Stadtverwaltung oder Gemeindeverwaltung. Im Gegensatz zu einem Rathaus befindet sich hier in aller Regel nicht der Sitz des Bürgermeisters oder der Sitzungssaal des Stadtrates. Überwiegend befinden sich in öffentlichen Verwaltungshäusern die aus dem Rathaus ausgelagerten Dienststellen. Darüber hinaus gibt es oftmals auch in Orts- oder Stadtteilen Verwaltungshäuser, die eine ortsnahe Versorgung der Bürger beim Kontakt mit der Verwaltung sicherzustellen (etwa die Bezirksverwaltungsbehörde).

## Arten
Verwaltungsbauten gibt es im Hochbau in folgenden Geschäftsbereichen:
| Geschäftsbereich          | Auftraggeber             | Beispiele |
| ------------------------- | ------------------------ | --- |
| Gewerbe- und Industriebau | private Auftraggeber     | Bürogebäude, Hotels, Lagerhallen, Montagehallen, Parkhäuser, Produktionshallen, Sportstätten, Tiefgaragen, Verwaltungsgebäude |
| öffentlicher Bau          | öffentliche Auftraggeber | öffentliche Gebäude, Bürogebäude, Verwaltungsgebäude                                                                          |

Verwaltungsgebäude werden sowohl von privaten als auch öffentlichen Bauherrn errichtet.

## Bilanzrecht
Im Bilanzrecht dient der Begriff Verwaltungsgebäude gemäß § 266 Abs. 2 lit. A 2 HGB in der Industrie zur Abgrenzung von den Produktionsstätten.

## Abgrenzung
Der Begriff Bürogebäude bezieht sich auf die Nutzung von Gebäuden allgemein und umfasst unter anderem auch die Verwaltungsgebäude.